# 윈도우 오류 보고
윈도우 오류 보고란 윈도우에서 오류가 걸렸을 때 해당 프로그램이 종료되고 보고하는 것을 말한다. 오류 보고 창이 뜨면 닥터 왓슨 프로그램이 프로세스에 실행된다. 마이크로소프트 사이트에서 해당 오류에 대해 참고하여 자세히 볼 수 있다.

## 문제 보고서 및 해결방법
문제 보고서 및 해결 방법(Problem Reports and Solutions)은 시스템의 문제를 추적하기 위해 윈도우 비스타 및 윈도우 서버 2008에 끼워 들어가는 구성 요소이다. 시스템과 응용 프로그램의 문제와 오류를 기록할 뿐만 아니라, 문제와 오류에 대한 나름대로의 해결책을 제시해 주기도 한다. 제어판에서 "마이크로소프트 문제 보고서 및 해결 방법" 애플릿을 찾을 수 있다.
win10에서 사용하지 않으려면 services.msc에서 windows error reporting service를 끄면된다

## 같이 보기
- 닥터 왓슨 (디버거)